# Simon Brofelth

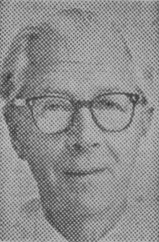
Simon Brofelth

Simon Brofeldts signatur på en ritning för Lumafabriken, juni 1958.

Ernst Simon Brofelth, född 23 juli 1904 i Ljusnarsbergs församling, Örebro län, död 27 oktober 1991 i Stockholm, var en svensk arkitekt.
Brofelth, som var son till skräddarmästare Gustav Brofelth och Lovisa Larsson, avlade studentexamen i Örebro 1923 samt utexaminerades från Kungliga Tekniska högskolan 1927 och från Kungliga Konsthögskolan 1932. Han var verksam på Kooperativa förbundets arkitekt- och ingenjörskontor 1928–1933 och 1935–1970, där han först var medarbetare på Olof Thunströms avdelning och hade egen arkitektavdelning från 1943. Han tjänstgjorde på Byggnadsstyrelsens stadsplanebyrå 1934. Han bedrev även egen verksamhet i Stockholm. Han var även assistent i husbyggnadslära vid Kungliga Tekniska högskolan.
Hos Kooperativa förbundet ritade Brofelth på Thunströms avdelning bostäder, Folkets hus, biografer och kaserner. På den egna avdelningen ritade han bland annat hårdmetallfabriken, centrallagret och gasfabriken för Lumafabriken i Södra Hammarbyhamnen, Avesta bad med simhall och Tollare folkhögskola, charkuterifabrik för konsumentföreningen Solidar i Malmö och Domusvaruhuset i Västerås samt Södertälje. Av hans egna uppdrag kan nämnas tennishall i Råsunda (tillsammans med Allan Nilsson, 1937).